# Antoni Urgellès Granell
Antoni Urgellés Granell (Villanueva y Geltrú, 5 de marzo de 1845 - Ibíd., 10 de enero de 1897) fue un violinista, pianista, director y compositor español.

## Biografía
Empezó a estudiar música con el maestro de capilla de San Antonio Abad de Vilanova, el señor Jeroni Parera y Mata. Pronto viajó a Barcelona para seguir sus estudios musicales con el maestro Gabriel Balart (director del Teatro del Liceo) y muy poco después empezó a tocar el violín con orquesta. Entre los años 1846-1857, se formó también al ladó del maestro Joaquín Pasqual Mir, con el que estudió piano, órgano, armonía, contrapunto y fuga. Cuando su maestro Joaquín falleció, Urgellés lo homenajeó con una marcha fúnebre. 
Aunque entró como músico en la capilla de San Antonio de Vilanova, nunca perdió el contacto con Barcelona, ya que iba para estudiar instrumentación con Joan Carreras Dagas y seguía en contacto con Anselmo Clavé. 
Después de la muerte de su padre (1865), asumió la dirección de la Orquesta del Teatro Principal de Villanueva y Geltrú, la dirección del coro la Unión Vilanovesa (del 1866-1869), a partir del 1869 fue maestro de capilla de la iglesia Mar de Vilanova, desde el 1886 se encargó de la música de los oficios que se celebraban en los oratorios de la Casa de Empara y desde el 1892, de las funciones religiosas de su capilla. 
También desarrolló una buena labor docente, tanto a nivel de clases particulares como a la escuela lancastariana que en 1871 se abrió en Villanueva. El 1876 entró en la Escuela Pia y a partir del 1886, se hizo cargo de la educación musical de los niños de la Casa de Empara.
En su faceta de compositor, la labor más importante fue la de la composición de bailables. Aun así, también escribió obras sinfónicas, zarzuelas y música religiosa.

## Obras[3]
Parte de su fondo personal se encuentra dividido entre el Archivo Comarcal de Ripoll y la Biblioteca-Museo Víctor Balaguer de Vilanova y la Geltrú.

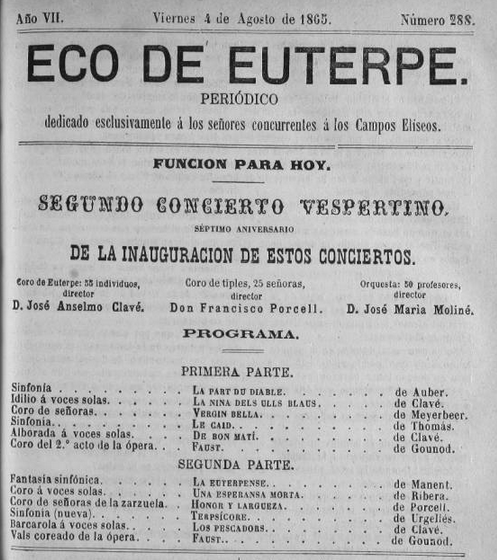
La Eco de Euterpe. Periódico bilingüe que se regalaba a los asistentes de los conciertos de los Jardines de Euterpe. El 4 de agosto de 1865, se estrenó la Sinfonía Terpsícore de Urgellés.

### Sinfonías para orquesta
- La campestre
- Fantasía de clarinete
- Sinfonía
- Poblet
- Terpsícore
- La Orfeónica
- Flòra
- La Odalisca
- Laura
- Minerva

### Teatro musical
- L'Andreuet de Montanyans. - Zarzuela- Letra de F. de Sales Vidal
- Entre Capmany i Figueres.  -Zarzuela- Letra de F. de Sales Vidal
- Pauleta "la planxadora". -Zarzuela- Letra de F. de Sales Vidal
- Los baños de Santander. - Zarzuela- Letra de Josep Alegret i Samá
- Retrets. - Zarzuela- Letra de Josep Verdú i Feliu
- Pastorets. Letra de Teodoro Creus

### Bailables
- 235 Americanes
- 6 Americanas coreadas
- 33 Tangos
- 16 Havaneras
- 8 Españolas
- 11 Llancers
- 56 Mazurcas
- 10 Pasodobles
- 33 Polcas
- 28 Rigodones
- 56 Schotish
- 72 Valses
- 55 Vals - jota

### Obra Religiosa

#### Misas
- Misa Pastoril a 3 voces (Órgano u Harmonium)
- Misa (Orquesta, 3 solistas y coro a 3 voces)
- Misa a 3 voces (con pequeña orquesta)
- Misa infantil para cantarse a 2 o a 3 voces y coro

#### Cantos a la virgen: 9
Rosarios, Ave Marias, Salves, Trisagios...: 32

### Piezas para piano
Tiene 30 piezas para piano, muchas de ellas editadas.